# 白云宗
白云宗是中国佛教华严宗的支派，由孔清觉在北宋宋徽宗大观年间创建于浙江杭州白云庵，一度势力冠于江南。明朝成立后被禁止。

## 沿革
白云宗以华严经为经典，号召儒、释、道三教归一，孔清觉自称孔子后代，将原佛教四果位发展成为“四果十地”，反对禅宗思想，被禅宗视为邪教，起初一度遭禁。
南宋时白云宗获得合法地位，以提倡菜食、不娶妻子为主要教义，吸引在家信众。之后在流行过程中，白云宗戒律趋于松弛，一些上层分子勾结权势，并借故敛财。宋宁宗庆元、嘉泰年间，再一次遭到禁止。
元朝灭南宋后，白云宗势力进一步发展，徒众多达数十万人，皆以出家为名不纳赋税。于是元成宗大德七年（1303年），中央政府令白云宗田产依例输租，徒众与民一体负担赋役。经过整顿后，元武宗至大元年（1308年），白云宗再次获得合法地位。元仁宗延祐二年（1315年），白云宗宗主沈明仁一度被授予荣禄大夫、司空等荣职。但不久，元朝政府再度出手打击白云宗。延祐六年（1319年），沈明仁坐罪入狱。延祐七年（1320年），朝廷诏籍白云宗僧者还俗。元英宗至治三年（1323年），又籍没白云宗田。
明朝成立后白云宗被严禁，不久瓦解，其徒众部分加入白莲教。

## 延伸阅读
- 杨讷著. . 上海: 上海古籍出版社. 2017.07. ISBN 978-7-5325-8369-0.